# Premio Nazionale Enzo Bearzot
Il Premio Nazionale Enzo Bearzot è un riconoscimento dedicato agli allenatori di calcio italiani.
Istituito nel 2011 e assegnato da una giuria composta da rappresentanti delle maggiori testate sportive italiane, il premio è promosso dall'Unione Sportiva delle Associazioni Cristiane Lavoratori Italiani (ACLI) e patrocinato dalla Federazione Italiana Giuoco Calcio (FIGC).

## Storia

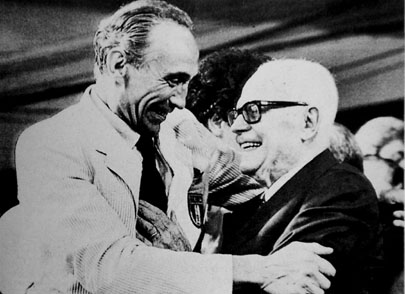
Enzo Bearzot e Sandro Pertini

Il riconoscimento è nato per onorare la memoria del commissario tecnico della Nazionale italiana campione del Mondo nel 1982 in Spagna, che l'11 luglio 1993 festeggiò nel migliore dei modi l'undicesimo anniversario del titolo mondiale: alla guida della Nazionale Over-35 (una rappresentativa di vecchie glorie, fra cui molti campioni dell'82) vinse il titolo mondiale di categoria a Trieste contro i pari età dell'Austria. Detiene il record di panchine da CT degli azzurri, avendo guidato l'Italia 104 volte, dal 27 settembre 1975 al 18 giugno 1986, davanti a un altro storico citì quale Vittorio Pozzo con 97.
Dal 2002 al 2005 è stato presidente del Settore Tecnico della Federazione Italiana Giuoco Calcio. Nel luglio del 2003 un gruppo di deputati della Casa delle Libertà propose la nomina di Enzo Bearzot a senatore a vita con la motivazione: «Ha sempre difeso l'etica dello sport», secondo quanto scritto nella lettera a Carlo Azeglio Ciampi. È morto il 21 dicembre 2010 a Milano all'età di 83 anni, quarantadue esatti dopo Pozzo; è stato sepolto nella tomba di famiglia nel cimitero di Paderno d'Adda.
Il Premio Nazionale Enzo Bearzot viene consegnato ogni anno dal presidente della FIGC, presso il salone d'onore del CONI.

## Albo d'oro
| Anno | Vincitore                  | Club o Nazionale |
| ---- | -------------------------- | ---------------- |
| 2011 | Cesare Prandelli           | Italia           |
| 2012 | Walter Mazzarri            | Napoli           |
| 2013 | Vincenzo Montella          | Fiorentina       |
| 2014 | Carlo Ancelotti            | Real Madrid      |
| 2015 | Massimiliano Allegri       | Juventus         |
| 2016 | Claudio Ranieri            | Leicester City   |
| 2017 | Maurizio Sarri             | Napoli           |
| 2018 | Eusebio Di Francesco       | Roma             |
| 2019 | Roberto Mancini            | Italia           |
| 2020 | Paolo Rossi (alla memoria) |                  |
| 2022 | Roberto De Zerbi           | Šachtar          |
| 2023 | Luciano Spalletti          | Napoli           |
| 2024 | Simone Inzaghi             | Inter            |